# Франция на зимних Олимпийских играх 1988
Франция принимала участие в Зимних Олимпийских играх 1988 года в Калгари (Канада) в пятнадцатый раз за свою историю, и завоевала одну золотую и одну бронзовую медали. Сборная страны состояла из 68 спортсменов (53 мужчины, 15 женщин).

## Медалисты
| Медаль | Спортсмен    | Вид спорта        | Дисциплина                |
| ------ | ------------ | ----------------- | ------------------------- |
| Золото | Франк Пиккар | Горнолыжный спорт | Мужчины, супергигант      |
| Бронза | Франк Пиккар | Горнолыжный спорт | Мужчины, скоростной спуск |